# Zmarli w listopadzie 2023

## Listopad 2023
- 30 listopada
  - Alistair Darling – brytyjski prawnik, polityk, minister transportu (2002–2006), minister ds. Szkocji (2003–2006), minister handlu i przemysłu (2006–2007), kanclerz skarbu (2007–2010)[1]
  - Wiesław Dybczak – polski piłkarz[2]
  - Elliott Erwitt – amerykański fotograf, filmowiec[3]
  - Bolesław Fleszar – polski chemik, rektor Politechniki Rzeszowskiej (1981–1982), polityk, senator RP (1989–1991)[4]
  - Sante Gaiardoni – włoski kolarz torowy i szosowy, dwukrotny mistrz olimpijski (1960)[5]
  - Shane MacGowan – irlandzki wokalista, członek zespołu The Pogues[6]
- 29 listopada
  - Marek Andrzejewski – polski historyk, profesor nauk humanistycznych[7]
  - Scott Kempner – amerykański gitarzysta[8]
  - Henry Kissinger – amerykański politolog, dyplomata, polityk, doradca ds. bezpieczeństwa narodowego (1969–1975), sekretarz stanu (1973–1977), laureat Pokojowej Nagrody Nobla (1973)[9]
  - Mildred Miller – amerykańska śpiewaczka operowa[10]
  - Walerian Piotrowski – polski prawnik, polityk, senator RP (1989–1993)[11]
  - Michèle Rivasi – francuska nauczycielka, polityk, deputowana krajowa (1997–2002), eurodeputowana VII, VIII i IX kadencji (2009–2023)[12]
- 28 listopada
  - Josip Čorak – chorwacki zapaśnik[13]
  - Charles Munger – amerykański przedsiębiorca, miliarder, inwestor giełdowy, wiceprezes Berkshire Hathaway[14]
  - Allan Rogers – brytyjski polityk, eurodeputowany (1979–1984)[15]
  - Jerzy Rowiński – polski dziennikarz muzyczny[16]
  - Gabriel Seweryn – polski projektant mody, aktor, osobowość telewizyjna[17]
- 27 listopada
  - Mary Cleave – amerykańska astronautka[18]
  - Bogusław Gorski – polski działacz sportowy i polityczny, przewodniczący Rady Naczelnej Polskiej Partii Socjalistycznej (2006–2019)[19]
  - Paweł Huelle – polski pisarz[20]
  - Victor J. Kemper – amerykański operator filmowy[21]
  - Frances Sternhagen – amerykańska aktorka[22]
  - Cezary Szczygielski – polski aktor[23]
  - Dalia Teišerskytė – litewska dziennikarka, historyk, polityk[24]
- 26 listopada
  - Papa Arko – ghański piłkarz[25]
  - Rafał Rękosiewicz – polski klawiszowiec, organista, poeta, tekściarz, kompozytor, tłumacz, producent muzyczny[26]
  - Kevin Walker – angielski gitarzysta punk-rockowy, muzyk zespołu Killing Joke[27]
  - Teresa Zarzeczańska-Różańska – polska pływaczka[28]
- 25 listopada
  - Gérard Collomb – francuski nauczyciel, samorządowiec, polityk, mer Lyonu (2001–2017, 2018–2020), minister spraw wewnętrznych (2017–2018)[29]
  - Papi Khomane – południowoafrykański piłkarz[30]
  - Les Maguire – angielski muzyk, członek zespołu Gerry and the Pacemakers[31]
  - Fabio Martínez Castilla – meksykański duchowny rzymskokatolicki, biskup Ciudad Lázaro Cárdenas (2007–2013), arcybiskup Tuxtla Gutiérrez (2013–2023)[32]
  - Terry Venables – angielski piłkarz, trener[33]
- 24 listopada
  - Bruno Fagnoul – belgijski samorządowiec i nauczyciel, minister-prezydent wspólnoty niemieckojęzycznej Belgii (1984–1986)[34]
  - Jukka Haavisto – fiński wibrafonista i akordeonista, autor tekstów[35]
  - Elliot Silverstein – amerykański reżyser filmowy[36]
- 23 listopada
  - Daniel Chojnacki – polski urzędnik, społecznik, prezes Karkonoskiej Grupy GOPR[37]
  - Rona Hartner – rumuńska aktorka, kompozytorka[38]
  - Mieczysław Kaczmarczyk – polski kapitan, żołnierz AK i NSZ[39]
  - Joanna Kośmider – polska profesor nauk chemicznych[40]
  - Rubens Minelli – brazylijski piłkarz, trener[41]
- 22 listopada
  - Jean Knight – amerykańska piosenkarka soulowa i R&B[42]
  - Emmanuel Le Roy Ladurie – francuski historyk mediewista[43]
  - Sława Mikołajczyk – polska wokalistka, członkini zespołu Trubadurzy[44]
- 21 listopada
  - Chad Allan – kanadyjski muzyk rockowy, wokalista i gitarzysta zespołu The Guess Who[45]
  - Lothar Buchmann – niemiecki piłkarz, trener[46]
  - Aivars Endziņš – łotewski prawnik, polityk, przewodniczący Sądu Konstytucyjnego (2000–2007)[47]
  - Jerónimo Saavedra – hiszpański prawnik, samorządowiec, polityk, minister edukacji i nauki (1995–1996), prezydent Wysp Kanaryjskich (1982–1987, 1991–1993)[48]
  - Ilija Vakić – jugosłowiański (kosowski) polityk, przewodniczący Rady Wykonawczej (premier) Socjalistycznej Prowincji Autonomicznej Kosowo (1967–1974), członek Federalnej Rady Wykonawczej Jugosławii (1986–1988)[49]
- 20 listopada
  - Ramón Díaz del Río Jáudenes – hiszpański polityk i inżynier, eurodeputowany II kadencji (1987–1989)[50]
  - Lech Drewnowski – polski matematyk[51]
  - Willie Hernández – portorykański baseballista[52]
  - Anna Kanakis – włoska modelka, aktorka[53]
  - Martina Lubyová – słowacka ekonomistka, polityk, minister edukacji (2017–2020)[54]
  - Bernard Miś – polski działacz państwowy, inżynier i koszykarz, wicemnister górnictwa i energetyki (1986–1987)[55]
  - Aman Tulejew – rosyjski inżynier, polityk, gubernator obwodu kemerowskiego (1997–2018)[56]
  - Mars Williams – amerykański saksofonista jazzowy i rockowy, muzyk zespołu The Waitresses[57]
- 19 listopada
  - Joss Ackland – brytyjski aktor[58]
  - Marek Ałaszewski – polski gitarzysta, kompozytor, autor tekstów, członek zespołu Klan[59]
  - Giuseppe Arzilli – sanmaryński polityk, kapitan regent San Marino (1986–1987, 1999–2000, 2004–2005)[60]
  - Rosalynn Carter – amerykańska działaczka społeczna, pierwsza dama USA (1977–1981)[61]
  - Catherine Christer Hennix – szwedzka kompozytorka, artystka wizualna, filozofka, matematyczka i poetka[62]
  - Colette Maze – francuska pianistka klasyczna[63]
  - Włodzimierz Musiał – polski aktor[64]
  - Vincentius Sensi Potokota – indonezyjski duchowny rzymskokatolicki, biskup Maumere (2006–2007), arcybiskup Ende (2007–2023)[65]
  - Sara Tavares – portugalska piosenkarka, kompozytorka i gitarzystka[66]
- 18 listopada
  - Marian Basiak – polski trener bokserski[67][68]
  - Anthony Farquhar – irlandzki duchowny rzymskokatolicki, biskup pomocniczy Down-Connor (1983–2015)[69]
  - Ruud Geels – holenderski piłkarz[70]
  - Zenon Hajduga – polski hokeista, działacz hokejowy i sportowy[71]
  - Konstanty Węgrzyn – polski antykwariusz[72][73]
- 17 listopada
  - Seóirse Bodley – irlandzki kompozytor[74]
  - Maciej Damięcki – polski aktor[75]
  - Charlie Dominici – amerykański wokalista, członek zespołu Dream Theater[76]
  - Zdeněk Groessl – czeski siatkarz, olimpijczyk, trener, działacz sportowy[77][78]
  - Henning Munk Jensen – duński piłkarz[79]
  - Claude Kahn – francuski pianista[80]
  - Brian Sampson – australijski kierowca wyścigowy[81]
  - Henri Stambouli – francuski piłkarz, trener[82]
  - Grzegorz Stellak – polski wioślarz, medalista olimpijski (1980)[83]
- 16 listopada
  - George Brown – amerykański muzyk, perkusista zespołu Kool and the Gang[84]
  - A.S. Byatt – brytyjska pisarka[85]
  - Benedykt Czuma – polski dziennikarz, wydawca, działacz opozycji antykomunistycznej, polityk[86]
  - Ryszard Engelking – polski matematyk, tłumacz literatury francuskiej[87]
  - Johnny Green – amerykański koszykarz[88]
  - Andrzej Siodła – polski bokser[89]
  - Olga Szwałkiewicz – polska lekarz pediatra i polityk, dr n. med., posłanka na Sejm PRL III i IV kadencji (1961–1969)[90]
- 15 listopada
  - Aage Hansen – norweski żużlowiec[91]
  - Daisaku Ikeda – japoński pisarz, filozof[92]
  - Wołodymyr Stryżewski – ukraiński piłkarz, trener[93]
- 14 listopada
  - Buzy – francuska piosenkarka[94]
  - Adam Gocel – polski dziennikarz telewizyjny i radiowy, bioenergoterapeuta[95]
  - Zbigniew Meres – polski strażak i polityk, generał brygadier, komendant główny Państwowej Straży Pożarnej (1997–2002), senator VII i VIII kadencji (2007–2015)[96]
- 13 listopada
  - Michael Bishop – amerykański pisarz fantasy i science fiction[97]
  - Krzysztof Kamiński – polski aktor[98]
  - Tengiz Kitowani – gruziński wojskowy, polityk, dysydent, minister obrony (1992–1993)[99]
  - Ivo Kuusk – estoński śpiewak operowy (tenor)[100]
- 12 listopada
  - Kaçmaz Akgün – turecki piłkarz[101]
  - Aldo Bet – włoski piłkarz[102]
  - Roman Čechmánek – czeski hokeista, mistrz olimpijski (1998)[103]
  - Hanna Gucwińska – polska zootechniczka, współprowadząca program „Z kamerą wśród zwierząt”[104]
  - Rəhim Hüseynov – azerski ekonomista, polityk, premier Azerbejdżanu (1992–1993)[105]
  - Barbara Kocan – polska siatkarka, brązowa medalistka mistrzostw Europy i świata, mistrzyni Polski[106]
  - Helena Pilejczyk – polska łyżwiarka szybka, olimpijka, wielokrotna mistrzyni Polski[107]
  - Sławomira Śliwińska – polska dziennikarka telewizyjna[108]
  - Don Walsh – amerykański oceanograf, eksplorator mórz i oceanów[109]
  - Kusuma Wardhani – indonezyjska łuczniczka sportowa[110]
- 11 listopada
  - Raphael Dwamena – ghański piłkarz[111]
  - Hugo Chamberlain – kostarykański strzelec sportowy[112]
  - Dimitrie Popescu – rumuński wioślarz, mistrz olimpijski (1992)[113]
  - Karel Schwarzenberg – czeski prawnik, działacz opozycji antykomunistycznej, polityk, minister spraw zagranicznych (2007–2009, 2010–2013)[114]
  - Ferario Spasow – bułgarski piłkarz, trener[115]
  - Masatoshi Wakabayashi – japoński polityk, minister środowiska (2006–2007) i rolnictwa (2007–2008)[116]
- 10 listopada
  - Danilo Astori – urugwajski ekonomista, polityk, minister gospodarki i finansów (2005–2008), wiceprezydent (2010–2015)[117]
  - John Bailey – amerykański operator filmowy[118]
  - Spiros Fokas – grecki aktor[119]
  - Pavel Kantorek – czeski lekkoatleta, długodystansowiec, maratończyk[120]
  - Marcel Schlechter – luksemburski działacz związkowy, polityk, minister transportu, energii i robót publicznych (1984–1989), eurodeputowany (1989–1999)[121]
- 9 listopada
  - François Bacqué – francuski duchowny rzymskokatolicki, arcybiskup, nuncjusz apostolski w Holandii (2001–2011)[122]
  - Jacek Krywult – polski polityk, samorządowiec, prezydent Bielska-Białej (1981–1982 i 2002–2018)[123]
  - Tadeusz Pagiński – polski fechmistrz, trener polskiej kadry floretu kobiet (1989–2008)[124]
  - Katarzyna Pawlak – polska aktorka[125]
  - Andrzej Perepeczko – polski marynarz, pisarz i publicysta[126]
- 8 listopada
  - Laurent Greilsamer – francuski dziennikarz i eseista[127]
  - Keel Watson – brytyjski śpiewak operowy (bas-baryton)[128]
- 7 listopada
  - Frank Borman – amerykański pilot wojskowy, astronauta[129]
  - Krzysztof Jaślar – polski dziennikarz, satyryk, artysta kabaretowy[130]
  - Roel Luynenburg – holenderski wioślarz[131]
  - Jerzy Marchwiński – polski pianista, kameralista i pedagog[132]
  - Eugeniusz Pacia – polski działacz partyjny i państwowy, leśnik, poseł na Sejm PRL VI kadencji (1972–1976), wojewoda leszczyński (1975–1978)[133]
  - Federico Sacchi – argentyński piłkarz, trener[134]
  - Józef Wybieralski – polski hokeista na trawie, trener, olimpijczyk z Monachium 1972[135]
- 6 listopada
  - Antoni Martí – andorski architekt, polityk, burmistrz Escaldes-Engordany (2003–2011), premier Andory (2011–2019)[136]
  - Ari Tissari – fiński piłkarz[137]
- 5 listopada
  - Russell Camilleri – amerykański zapaśnik, dwukrotny olimpijczyk[138]
  - Ryland Davies – walijski śpiewak operowy (tenor)[139]
  - Uri Huppert – izraelsko-polski prawnik i adwokat, pisarz, dziennikarz i działacz polityczny, doktor nauk humanistycznych[140]
  - Paolo Magnani – włoski duchowny rzymskokatolicki, biskup Lodi (1977–1988) i Treviso (1988–2003)[141]
  - Philippe Armand Martin – francuski samorządowiec, polityk, eurodeputowany (1994–1999)[142]
  - Marek Mikulski – polski koszykarz[143]
  - Cēzars Ozers – łotewski koszykarz[144]
  - Vladimir Prifti – albański reżyser, aktor i scenarzysta filmowy[145]
  - Samuel Sanford Shapiro, amerykański statystyk[146]
  - Hanna Zientara-Mokrowiecka – polska aktorka[147]
- 4 listopada
  - Jean Mouton – francuski polityk, deputowany[148]
  - John Whitney – brytyjski pisarz i producent[149]
- 3 listopada
  - José María Carrascal – hiszpański pisarz i dziennikarz[150]
- 2 listopada
  - Walter Davis – amerykański koszykarz, mistrz olimpijski (1976)[151]
  - Henri Lopès – kongijski pisarz, polityk, minister oświaty (1968–1971) i spraw wewnętrznych (1971–1973), premier Konga (1973–1975)[152]
  - Lucyna Lewandowska, polska profesor ekonomii, wykładowca Uniwersytetu Łódzkiego
  - Jutta Müller – niemiecka łyżwiarka figurowa[153]
  - Grzegorz Peszke – polski konstruktor lotniczy, modelarz[154]
  - Jurij Tiemirkanow – rosyjski dyrygent[155]
- 1 listopada
  - Luigi Berlinguer – włoski prawnik, polityk, minister edukacji (1996–2000), eurodeputowany (2009–2014)[156]
  - Marek Jarociński – polski menedżer, działacz opozycyjny w PRL, wicewojewoda bydgoski (1989–1991)[157]
  - Bob Knight – amerykański koszykarz, trener[158]
  - Francis Mer – francuski przedsiębiorca, przemysłowiec, polityk, minister gospodarki, finansów i przemysłu (2002–2004)[159]
  - Claude Michely – luksemburski kolarz przełajowy i szosowy[160]
  - Paride Taban – południowosudański duchowny rzymskokatolicki, biskup Torit (1983–2004)[161]
  - Vic Vergeat – włoski wokalista i gitarzysta rockowy[162]

- data nieznana
  - Stanisława Kosowska – polska polityk i nauczycielka, posłanka na Sejm VI kadencji (1972–1976)[163]
  - Rob Krier – luksemburski architekt, urbanista, planista, rzeźbiarz[164]
  - Sitiveni Moceidreke – fidżyjski lekkoatleta, olimpijczyk z 1960[165]